# 呉宗達
呉 宗達（ご そうたつ、1576年10月3日（万暦4年9月2日） − 1636年）は、明末の官員。字は上宇、号は青門。

## 生涯
常州府武進県の人。叔父は万暦初期に翰林院編修を務めた呉中行。師範家という家柄であった。
万暦32年（1622年）に科挙に探花として及第し、翰林院編修になった。後、『明神宗実録』の編輯となった。東林党人であったが、職務を守って派閥争いに関わらず、順調に出世して、国子監祭酒、礼部尚書に上った。
崇禎3年（1630年）、温体仁と共に大学士に上った。国政の中枢に参与したが積極的でなく、温体仁に頼ることが多かった。一方、従甥の鄭鄤とそりが合わず、呉宗達は鄭鄤の家中のもめごとに関して口を滑らせた。崇禎8年（1635年）5月に病気になって、8月に帰郷した。翌年、病没した。

## 参考資料
- 『崇禎長編』
- 『峚陽草堂文集』
- 『明熹宗実録』
- 『星命抉古録』